# Salto al peligro
Salto al peligro (título original: Drop Zone) es una película de acción del año 1994, dirigida por John Badham y protagonizada por Wesley Snipes y Gary Busey.

## Argumento
Un prisionero del gobierno, Earl Leedy, un renegado experto de computadoras que estaba siendo escoltado por el agente federal Pete Nessip y su hermano, consigue escapar en paracaídas desde el avión que le trasladaba a una prisión federal, ayudado por su temeraria y peligrosa cohorte de secuaces mandada por Ty Moncrief, un exagente de la DEA corrupto. Pete Nessip intenta con su hermano detener la huida, pero falla y en esa huida también mueren su hermano y varios pasajeros. 
Después de la tragedia, las autoridades investigan el incidente y no creen en su versión de los acontecimientos. Creen que los autores fueron terroristas que quisieron raptar el avión y que salió mal, por lo que hubo daños en el avión y murieron, incluido Leedy y su hermano, algo que quisieron montar así para poder escapar y mantenerse encubiertos. Es retirado por ello temporalmente del servicio, ya que culpan parcialmente a él y a su hermano de lo ocurrido, porque asumen que sus acciones contribuyeron a la tragedia. 
Sin embargo, Pete está decidido a recuperar a Leedy y su reputación y vengar la muerte de su hermano. Por ello está decidido a detener a los asesinos, los cuales ahora utilizan sus servicios para allanar a la DEA y robar datos sobre sus informantes con el propósito de venderlos a los narcotraficantes por mucho dinero causando así la muerte de varios de ellos. Con el tiempo se dará cuenta de que esto fue obra de expertos paracaidistas que recibieron entrenamiento de Jagger, un gran experto paracaidista y que lo mataron para así poder borrar sus huellas después de lo que hicieran. Él recibe con el tiempo la ayuda de Jessie Crossman, experta paracaidista, que también está decidido a detenerlos, cuando se entera de lo ocurrido. 
Con su ayuda puede así infiltrar el mundo de los paracaidistas y descubrirlos, además de lo que han hecho. Adicionalmente descubren que quieren allanar a la DEA otra vez con la misma intención pero a una escala mayor. Están decididos a detenerlos por todo lo que hicieron y quieren hacer teniendo que matar para ello a la mayoría de ellos. También consiguen atrapar otra vez a Leedy y así conseguir sus propósitos.

## Reparto
- Wesley Snipes - Pete Nessip
- Gary Busey - Ty Moncrief
- Yancy Butler - Jessie Crossman
- Michael Jeter - Earl Leedy
- Corin Nemec - Selkirk
- Kyle Secor - Swoop
- Luca Bercovici - Jagger
- Malcom-Jamal Warner - Terry Nessip
- Rex Linn - Bobby
- Grace Zabriskie - Winona
- Andy Romano - Tom McCracken

## Producción
Para poder hacer la película un gran equipo de paracaidistas expertos dirigido por Guy Manos, campeón mundial de 1985 y coautor de la historia, tuvo que ser contratado. Una vez hecho el filme se filmó en Los Ángeles, Miami y Key West y Key Largo en Florida.

## Recepción
La película se estrenó el 9 de diciembre de 1994 en los Estados Unidos y en España el 3 de marzo de 1995. No tuvo mucho éxito de taquilla. ABC cataloga la película como una buena película de acción, con la que el director John Badham intentó hacer buena taquilla utilizando su estilo de los ochenta, con la que tuvo entonces mucho éxito, pero que no tuvo en gran medida con esta película, mientras que Sensacine dice, que la película tiene un buen ritmo y que, gracias a su director, saca lo mejor de sus personajes, sobre todo de los secundarios, para dar así una mayor amplitud a la propuesta.